# Anthracia eriopodoides
Anthracia eriopodoides är en fjärilsart som beskrevs av Embrik Strand 1921. Anthracia eriopodoides ingår i släktet Anthracia och familjen nattflyn. Inga underarter finns listade i Catalogue of Life.